# Zbigniew ze Szczyrzyca
Zbigniew ze Szczyrzyca herbu Drużyna-Śreniawa (zm. 16 grudnia 1356) – możnowładca Królestwa Polskiego w czasach panowania Władysława Łokietka i następnie jego syna Kazimierza III Wielkiego, pełniący rolę kanclerza, dyplomaty i doradcy. Diakon krakowski, prepozyt krakowski (przewodniczący kapituły katedralnej) i dziekan kapituły katedralnej. Znaczący polityk i dyplomata tego okresu. Wzmiankowany m.in. w Kronice Janka z Czarnkowa. Pierwsza wzmianka o nim pojawiła się w dokumencie z 1314 roku, w którym występował jako notariusz. W 1318 roku brał udział  w wiecu w Sulejowie, który zdecydował o wysłaniu supliki do papieża w sprawie koronacji Władysława Łokietka. W 1320 roku razem z kanclerzem wielkopolskim Filipem i kanonikiem rudzkim Janem został wydelegowany na proces przeciwko Krzyżakom do Inowrocławia. W 1335 roku król Kazimierz Wielki wysłał go jako posła do Trenczyna w sprawie ugody z władającymi Czechami Luksemburgami. W 1338 roku towarzyszył królowi w wyjeździe na Węgry. W 1350 roku odnotowano jego obecność u boku króla Kazimierza Wielkiego w Sulejowie. Jego bratem był komes Idzi, cześnik krakowski (1333-1340).
Stanowiska:
- kanclerz Królestwa Polskiego od 24 IV 1328 do 16 XII 1356
- dziekan włocławski od ?
- dziekan krakowski od 1351
- kanclerz sieradzki 22 I 1321-28 V 1327
- prepozyt krakowski od 1323
- podkanclerzy krakowski 1315-18 V 1316
- pisarz Władysława Łokietka 1314
- pleb. w K.(?) i Koniuszy od ?